# CSI: Cyber
CSI: Cyber é o terceiro spin-off e quarta série da franquia CSI, que estreou em 4 de Março de 2015, nos Estados Unidos, pela emissora CBS.
Inspirada no trabalho de Mary Aiken, uma Cyber Psicóloga Irlandesa, a série gira em torno da Agente Especial Avery Ryan (Patricia Arquette), encarregada da Divisão de Crimes Cibernéticos do FBI, em Quântico, Virgínia. Um episódio piloto da série, intitulado Kitty, foi ao ar durante a 14ª temporada da série mãe, CSI.
Em 10 de maio de 2014, a primeira temporada da nova série foi encomendada oficialmente pela CBS.
Em 11 de Maio de 2015, a CBS renovou a série para sua 2ª Temporada.
Em 12 de Maio de 2016, a CBS cancelou o seriado e encerrou a franquia CSI depois de 16 anos de seu início.

## Enredo
A série segue uma equipe de elite de agentes especiais do FBI encarregados de investigar crimes cibernéticos na América do Norte. Sediada em Washington DC, a equipe é supervisionada pelo vice-diretor Avery Ryan, um estimado Ph.D. Ryan é um psicólogo comportamental que se tornou "cyber shrink" que estabeleceu a divisão de crimes cibernéticos do FBI e lidera um "hack-for-good". "Programa, um esquema em que os criminosos que ela pega podem trabalhar para ela em vez de receber uma sentença de prisão. Ryan trabalha com D.B. Russell, Sherlock Holmes, de esquerda, e Crime Scene Investigator, que se junta à equipe após um período como Diretor do Laboratório de Crimes de Las Vegas. Juntos, Russell e Ryan lideram uma equipe incluindo Elijah Mundo, Daniel Krumitz (também conhecido como Krummy), Raven Ramirez e Brody Nelson, que trabalham para resolver assassinatos relacionados à Internet, furto cibernético, hackers, crimes sexuais, chantagem e qualquer outro crime ser ciber-relacionado dentro da jurisdição do FBI.

## Elenco e personagens
| Legenda | Legenda | Legenda | Legenda    | Legenda | Legenda      | Legenda |
| ------- | ------- | ------- | ---------- | ------- | ------------ | ------- |
|         | Regular |         | Recorrente |         | Participação |         |

| Jack McCoy      | Principal    | Principal    | Principal    | Participação |              |              |              |              |              |              |              |              |              |              |              |
| Jessica Pearson | Principal    | Principal    | Principal    | Principal    | Principal    | Principal    | Principal    |              |              |              |              |              |              |              | Participação |
| Harvey Specter  | Principal    | Principal    | Principal    | Principal    | Principal    | Principal    | Principal    | Principal    | Principal    | Principal    | Principal    | Principal    | Principal    | Participação | Participação |
| Dominic Carisi  | Principal    | Principal    | Principal    | Principal    | Principal    | Principal    | Principal    | Principal    | Principal    | Principal    |              |              |              |              |              |
| Samantha Maroun | Principal    | Principal    | Principal    | Principal    | Principal    | Principal    | Principal    |              |              |              | Participação |              |              |              |              |
| Omar Zidan      | Principal    | Principal    | Principal    | Principal    | Principal    | Principal    | Principal    | Principal    | Principal    | Principal    | Principal    | Principal    | Principal    | Principal    | Principal    |
| Noah Pexton     | Principal    | Principal    | Principal    | Principal    | Principal    | Principal    | Principal    | Principal    | Principal    | Principal    | Principal    | Principal    | Principal    | Principal    | Principal    |
| Simone Clark    |              | Principal    | Principal    | Principal    | Principal    | Principal    |              |              | Participação | Recorrente   |              |              |              | Participação |              |
| Melinda Warner  |              | Recorrente   | Recorrente   | Principal    | Principal    | Principal    | Recorrente   | Recorrente   | Participação |              |              |              |              |              |              |
| Nina Chase      |              |              |              | Principal    | Principal    | Principal    | Principal    | Principal    | Principal    | Principal    | Principal    | Principal    | Principal    | Principal    | Principal    |
| Jess LaCroix    |              |              |              |              |              | Principal    | Principal    | Principal    | Principal    | Principal    | Principal    | Principal    | Principal    | Principal    | Principal    |
| Kevin Bernard   |              |              |              |              |              | Participação | Principal    |              |              |              |              |              |              |              |              |
| Erica Rollins   |              |              |              |              |              |              |              | Principal    | Principal    |              |              |              |              |              | Participação |
| Alex Cabot      |              |              |              |              |              |              |              |              |              | Principal    | Principal    | Principal    | Principal    | Principal    | Principal    |
| Davin Gamble    |              |              |              |              |              |              |              |              |              | Principal    | Principal    | Principal    |              |              |              |
| Ayanna Bell     |              |              |              |              |              |              |              |              |              |              | Principal    | Principal    | Principal    | Principal    | Principal    |
| Bobby Reyes     |              |              |              |              |              |              |              |              |              |              |              | Principal    | Principal    | Principal    | Principal    |
| clay            | Participação | Participação | Participação | Participação | Participação | Participação | Participação | Participação | Participação | Participação | Participação | Participação | Participação | Participação | Participação |

## Episódios
| Temporada | Temporada | Episódios | Exibição Original    | Exibição Original   |
| Temporada | Temporada | Episódios | Estreia              | Fim                 |
| --------- | --------- | --------- | -------------------- | ------------------- |
|           | 1         | 13        | 4 de março de 2015   | 13 de maio de 2015  |
|           | 2         | 22        | 4 de outubro de 2015 | 13 de março de 2016 |

## Ratings
| Temporada | Temporada | Ep. 1 | Ep. 2 | Ep. 3 | Ep. 4 | Ep. 5 | Ep. 6 | Ep. 7 | Ep. 8 | Ep. 9 | Ep. 10 | Ep. 11 | Ep. 12 | Ep. 13 | Ep. 14 | Ep. 15 | Ep. 16 | Ep. 17 | Ep. 18 | Ep. 19 | Ep. 20 | Ep. 21 | Ep. 22 | Ep. 23 | Ep. 24 | Ep. 25 | Ep. 26 |
| --------- | --------- | ----- | ----- | ----- | ----- | ----- | ----- | ----- | ----- | ----- | ------ | ------ | ------ | ------ | ------ | ------ | ------ | ------ | ------ | ------ | ------ | ------ | ------ | ------ | ------ | ------ | ------ |
|           | 1         | 5.08  | 4.74  | 4.52  | 4.66  | 4.61  | 4.85  | 4.57  | 4.46  | 5.23  | 5.31   | 5.00   | 4.79   | 4.55   | 4.94   | 4.90   | 4.69   | 5.01   | 4.71   | 4.96   | 5.14   | 4.88   | 4.89   | N/A    | N/A    | N/A    | N/A    |
|           | 2         | 6.93  | 6.76  | 6.70  | 6.56  | 6.34  | 6.44  | 6.47  | 6.22  | 6.29  | 6.61   | 6.37   | 6.39   | 6.02   | 6.44   | 6.17   | 6.11   | 5.94   | 6.50   | 6.56   | 6.37   | 6.14   | 6.20   | 5.86   | 6.00   | N/A    | N/A    |
|           | 3         | 7.00  | 6.55  | 6.83  | 6.49  | 6.57  | 6.66  | 6.73  | 6.47  | 6.41  | 7.19   | 7.07   | 6.76   | 6.35   | 7.70   | 7.43   | 7.32   | 7.37   | 6.94   | 7.13   | 6.82   | N/A    | N/A    | N/A    | N/A    | N/A    | N/A    |
|           | 4         | 10.14 | 8.21  | 7.52  | 7.66  | 7.46  | 7.40  | 7.48  | 7.84  | 6.89  | 7.16   | 7.52   | 6.91   | 7.22   | 7.69   | 7.60   | 7.06   | 6.86   | 6.67   | 6.95   | 6.79   | 7.05   | 7.21   | 7.00   | 6.88   | 7.52   | 7.52   |
|           | 5         | 6.96  | 7.11  | 7.50  | 6.89  | 6.74  | 7.63  | 7.24  | 7.78  | 7.14  | 7.44   | 6.81   | 6.76   | 6.79   | 7.36   | 6.90   | 6.67   | 6.99   | 7.33   | 6.66   | 6.50   | 6.79   | 6.56   | 6.46   | 6.53   | N/A    | N/A    |
|           | 6         | 8.23  | 8.10  | 8.66  | 8.04  | 7.72  | 7.76  | 7.98  | 7.59  | 8.37  | 8.19   | 8.14   | 8.00   | 8.51   | 7.90   | 7.51   | 7.68   | 7.96   | 8.55   | 8.14   | 8.23   | 7.86   | 7.83   | 7.76   | 8.09   | N/A    | N/A    |
|           | 7         | 8.17  | 7.85  | 8.01  | 8.47  | 8.70  | 8.98  | 8.24  | 9.10  | 9.51  | 9.45   | 9.46   | 9.60   | 9.41   | 9.67   | 9.53   | 9.22   | 9.07   | 8.65   | 8.77   | 8.49   | 8.48   | 8.56   | N/A    | N/A    | N/A    | N/A    |
|           | 8         | 8.05  | 8.12  | 7.99  | 8.08  | 8.46  | 8.62  | 8.49  | 8.81  | 9.63  | 9.63   | 9.17   | 8.69   | 8.84   | 8.38   | 8.22   | 9.00   | 8.47   | 8.15   | 8.50   | 8.19   | 8.02   | 8.07   | N/A    | N/A    | N/A    | N/A    |
|           | 9         | 9.22  | 9.28  | 9.01  | 8.93  | 8.76  | 8.80  | 8.64  | 8.62  | 8.70  | 8.61   | 8.39   | 8.05   | 8.14   | 8.10   | 7.94   | 8.44   | 8.35   | 7.89   | 7.74   | 7.51   | 7.47   | 7.60   | N/A    | N/A    | N/A    | N/A    |
|           | 10        | 10.07 | 10.07 | 9.61  | 9.02  | 9.12  | 9.45  | 9.19  | 8.89  | 9.56  | 9.74   | 9.22   | 9.27   | 9.81   | 9.66   | 9.47   | 9.14   | 10.19  | 9.24   | 9.31   | 9.75   | 9.54   | 9.89   | N/A    | N/A    | N/A    | N/A    |
|           | 11        | 9.87  | 9.43  | 9.82  | 9.95  | 9.64  | 10.04 | 10.18 | 9.98  | 10.51 | 10.51  | 10.12  | 10.02  | 10.39  | 10.21  | 10.47  | 10.13  | 10.36  | 9.94   | 9.89   | 10.10  | 10.26  | 9.77   | 9.96   | N/A    | N/A    | N/A    |
|           | 12        | 10.16 | 9.57  | 9.38  | 9.42  | 9.19  | 9.74  | 9.70  | 9.26  | 9.10  | 10.35  | 9.54   | 9.07   | 9.29   | 9.62   | 9.21   | 9.16   | 9.18   | 9.36   | 9.07   | 8.88   | 9.66   | 9.27   | N/A    | N/A    | N/A    | N/A    |
|           | 13        | 8.92  | 8.74  | 8.77  | 9.08  | 8.61  | 8.69  | 8.90  | 8.54  | 9.63  | 9.00   | 8.31   | 8.36   | 8.42   | 8.55   | 8.17   | 8.50   | 8.34   | 8.22   | 8.37   | 8.11   | 8.41   | 8.30   | 8.82   | 8.82   | N/A    | N/A    |
|           | 14        | 8.56  | 8.13  | 8.68  | 8.30  | 8.09  | 8.42  | 8.19  | 8.29  | 8.41  | 8.59   | 8.22   | 8.07   | 8.09   | 8.49   | 8.20   | 8.05   | 8.18   | 8.44   | 8.05   | 8.14   | 8.77   | 7.98   | 8.07   | 7.89   | N/A    | N/A    |
|           | 15        | 8.27  | 7.89  | 7.77  | 7.91  | 7.63  | 7.84  | 7.51  | 7.70  | 7.60  | 7.33   | 7.51   | 7.73   | ASD    | ASD    | ASD    | ASD    | ASD    | ASD    | ASD    | ASD    | N/A    | N/A    | N/A    | N/A    | N/A    | N/A    |